# Brice Jovial
Brice Jovial est un footballeur français, né le 25 janvier 1984 à Aubervilliers. Il évolue au poste d'attaquant.

## Biographie
Formé aux FC Les Lilas, puis au Racing club de France, le jeune attaquant d'ascendance guadeloupéenne, commence sa carrière en 2002-2003 en CFA et se fait remarquer dans les derniers matchs de la saison en inscrivant deux buts en trois matchs.Considéré comme un jeune en devenir, il est titulaire au sein de l'effectif parisien en 2003/2004 et participe activement, avec 11 réalisations, à la montée du club en National en 2004.
Remarqué, Brice Jovial tente alors sa chance en Italie, à Empoli (Série A). Mais après trois mois de problèmes administratifs et de soucis avec son agent et malgré des matches prometteurs, il est contraint de revenir en France, et retrouve logiquement son ancien club : le Racing club de France. Malgré une accumulation de blessures pendant toute la saison 2004-2005, il inscrit 6 buts. 
À l'inter-saison 2005, il part à l'AS Cannes pour jouer en National, avant de rejoindre le Royal Charleroi Sporting Club, en Belgique, où il effectue quelques bons matchs mais n'atteint pas la réputation de buteur qu'il connait en France. Afin de l'aider à s'émanciper en Belgique, il est prêté en 2007/2008 à l'UR Namur où il se fait surtout remarquer par son indiscipline, ce qui conduit le club a rompre le contrat, il revient à Charleroi mais ne rentre plus dans les plans de l'entraîneur et le contrat le liant au Sporting est rompu en début de saison 2008-09. 
Sans club durant presque six mois, il rebondit début 2009 en CFA à l'US Sénart-Moissy, où il inscrit 6 buts en 12 matchs, assurant le maintien du club.
En 2009-2010, il retrouve le National avec l'AS Beauvais Oise où il relance totalement sa carrière. Auteur de 14 buts en 17 matchs (9 en championnat et 5 en Coupe de France), Brice Jovial tape rapidement dans l'œil des clubs professionnels. 
À peine six mois après son arrivée, l'attaquant est recruté pendant la trêve hivernale par le club doyen de L2, Le Havre. Le temps d'inscrire 6 buts sous ses nouvelles couleurs, il démarre en fanfare la saison 2010-2011 avec notamment 4 buts en 5 jours lors de 2 rencontres face à Reims.
Lors de l'été 2011, il est transféré à Dijon, tout juste promu en Ligue 1. Dans l'élite, il se démarque très vite grâce à sa vitesse et sa percussion, devenant le meilleur buteur du club durant cette saison avec 9 réalisations. Malgré tous ses efforts, le DFCO est relégué en Ligue 2, et l'intérêt des clubs suivant le joueur ne se concrétise pas si bien que Brice reprend la saison 2012/2013 en L2 avec le club de Côte d'or.
Le 5 juillet 2013, le joueur est prêté au club de Chengdu Blades en deuxième division chinoise, mais le club chinois ne lève pas l'option d'achat du joueur français, faute de moyens financiers. En janvier 2014, il y est transféré définitivement.
Lors du mercato 2014, il s'exile vers un autre club du championnat chinois : le  Wuhan Zall FC.
En automne 2016, il est libre de tout contrat.

## Palmarès
- Champion de CFA groupe D en 2004
- Champion Départemental 2 groupe C en 1997

## Distinctions personnelles
- Il a été élu joueur du mois de février de la saison 2010-2011 de Ligue 2 au trophée UNFP-RTL [4].